# Сліпченко Клавдія Сергіївна
Кла́вдія Сергі́ївна Слі́пченко (1913 , Арнаутівка, Єлисаветградський повіт, Херсонська губернія, Російська імперія  — невідомо ) — українська радянська діячка, колгоспниця. Депутат Верховної Ради УРСР 1-го скликання.

## Біографія
Народилася 1913 року в родині селянина-бідняка в селі Арнаутівка, тепер Дорошівка, Вознесенський район, Миколаївська область, Україна. Батько помер у 1915 році. З 1915 по 1925 рік виховувалася в рідної тітки у місті Вознесенську, де закінчила три класи залізничної школи.
З 1925 року наймитувала, працювала в сільському господарстві в селі Арнаутівка на Миколаївщині.
З 1929 року — колгоспниця, з 1931 року — телятниця, завідувачка молочнотоварної ферми колгоспу імені 61-го партизана (потім — імені НКВС) села Арнаутівки Вознесенського району Миколаївщини.
26 червня 1938 року обрана депутатом до Верховної Ради УРСР 1-го скликання по Вознесенській виборчій окрузі № 120 Одеської області.
З 1938 року працювала завідувачем відділу кадрів виконавчого комітету Вознесенської районної ради депутатів трудящих (?).
Член ВКП(б) з 1939 року.
Навчалася в сільськогосподарському технікумі міста Одеси.
До 1941 року — директор інкубаторної станції Вознесенського району Миколаївської області.
Під час німецько-радянської війни не змогла евакуюватися, з трьома дітьми лишилася на окупованій території. Декілька разів арештовувалася німецькою окупаційною владою. Працювала прядильницею канатної фабрики у місті Вознесенську.
Після зайняття радянськими військами міста Вознесенська в 1944 році деякий час працювала директором інкубаторної станції Вознесенського району. З 1944 року — завідувачка виробництва швейної промислової артілі «Більшовик» міста Вознесенська Миколаївської області.

## Нагороди
- орден Леніна (23.02.1936)